# Blind Rage
Blind Rage es el decimocuarto álbum de estudio de la banda alemana de heavy metal Accept, publicado en 2014 por Nuclear Blast. Es el último trabajo de estudio con el guitarrista Herman Frank y el batería Stefan Schwarzmann, ya que ambos renunciaron a la agrupación a finales de 2014.

## Antecedentes
Tanto el título como su portada fueron anunciados a principios de abril de 2014, en el que además se confirmó su lanzamiento para el 18 de julio del mismo año. No obstante, por razones desconocidas, finalmente su publicación ocurrió el 15 de agosto para Europa y el 18 de agosto para los Estados Unidos, ambos a través de Nuclear Blast. Por su parte, el 1 de julio del mismo año se publicó como primer sencillo «Stampede», que a su vez fue promocionado con un videoclip. Su grabación se realizó en la formación de arenisca de Devil's Punchbowl, ubicado en el desierto de California y cuya dirección estuvo a cargo de Greg Aronowitz. De igual manera, el 13 de agosto se publicó el video lírico de «Final Journey».

## Recepción
Tras su lanzamiento recibió muy buenas reseñas de la crítica especializada. Gregory Heaney de Allmusic consideró: «(...) incluso con la voz de Tornillo, Accept aún suena de la misma manera como uno lo recuerda cuando estaban en el apogeo de su poder». El sitio Blabbermouth le dio ocho y medio puntos de un total de diez, destacando la calidad de la voz de Tornillo y el éxito consecutivo de sus tres últimas producciones. Mark Gromen de la revista canadiense Brave Words & Bloody Knuckles le dio nueve puntos de un total de diez y destacó el tema inicial «Stampede», que consideró como una sabia elección. Por su parte, el sitio Metalholic comentó: «El resultado final se presenta como una estructura de conjunto y no como un grupo de identidades individuales, (...) el álbum reúne todo lo que Accept ha mantenido y todavía lo representa».
Junto a las buenas críticas, el álbum ingresó en varias listas musicales del mundo obteniendo incluso mejores posiciones que sus predecesores. En Alemania alcanzó el primer puesto de los Media Control Charts, convirtiéndose en su primera producción de su carrera en lograr dicho puesto en su propio país. Por su parte, logró la posición 35 en la lista Billboard 200 de los Estados Unidos tras vender más de 6400 copias durante la primera semana de su publicación, siendo el puesto más alto para uno de sus álbumes en dicho conteo.

## Lista de canciones
Todas las canciones escritas por Peter Baltes, Wolf Hoffmann y Mark Tornillo. 
| N.º | Título                   | Duración |  |
| 1.  | «Stampede»               | 5:14     |  |
| 2.  | «Dying Breed»            | 5:21     |  |
| 3.  | «Dark Side of My Heart»  | 4:37     |  |
| 4.  | «Fall of Empire»         | 5:45     |  |
| 5.  | «Trail of Tears»         | 4:08     |  |
| 6.  | «Wanna Be Free»          | 5:37     |  |
| 7.  | «200 Years»              | 4:30     |  |
| 8.  | «Bloodbath Mastermind»   | 5:59     |  |
| 9.  | «From The Ashes We Rise» | 5:43     |  |
| 10. | «The Curse»              | 6:28     |  |
| 11. | «Final Journey»          | 5:02     |  |

| Pista adicional solo para Japón |                        |          |  |
| N.º                             | Título                 | Duración |  |
| 12.                             | «Thrown to the Wolves» | 3:51     |  |

## Posicionamiento en listas semanales
| País           | Lista                  | Posición |
| -------------- | ---------------------- | -------- |
| Alemania       | Media Control Charts   | 1        |
| Finlandia      | Yleisradio             | 1        |
| Hungría        | Top 40 Album           | 2        |
| Estados Unidos | Top Hard Rock Albums   | 4        |
| Estados Unidos | Top Tastemaker Albums  | 5        |
| Estados Unidos | Top Independent Albums | 5        |
| Suiza          | Swiss Music Charts     | 9        |
| Dinamarca      | Denmark Top 20         | 11       |
| Estados Unidos | Top Rock Albums        | 11       |
| Suecia         | Sverigetopplistan      | 16       |
| Austria        | Ö3 Austria Top 40      | 18       |
| Noruega        | VG-lista               | 19       |
| Japón          | Japan Albums Chart     | 22       |
| Estados Unidos | Billboard 200          | 35       |
| España         | Top 100 Álbumes        | 39       |
| Bélgica        | Ultratop (Valonia)     | 46       |
| Bélgica        | Ultratop (Flandes)     | 48       |
| Francia        | French Albums Chart    | 48       |
| Reino Unido    | UK Albums Chart        | 85       |

## Músicos
- Mark Tornillo: voz
- Wolf Hoffmann: guitarra eléctrica
- Herman Frank: guitarra eléctrica
- Peter Baltes: bajo
- Stefan Schwarzmann: batería